# Serradures
|  | No s'ha de confondre amb encenall. |

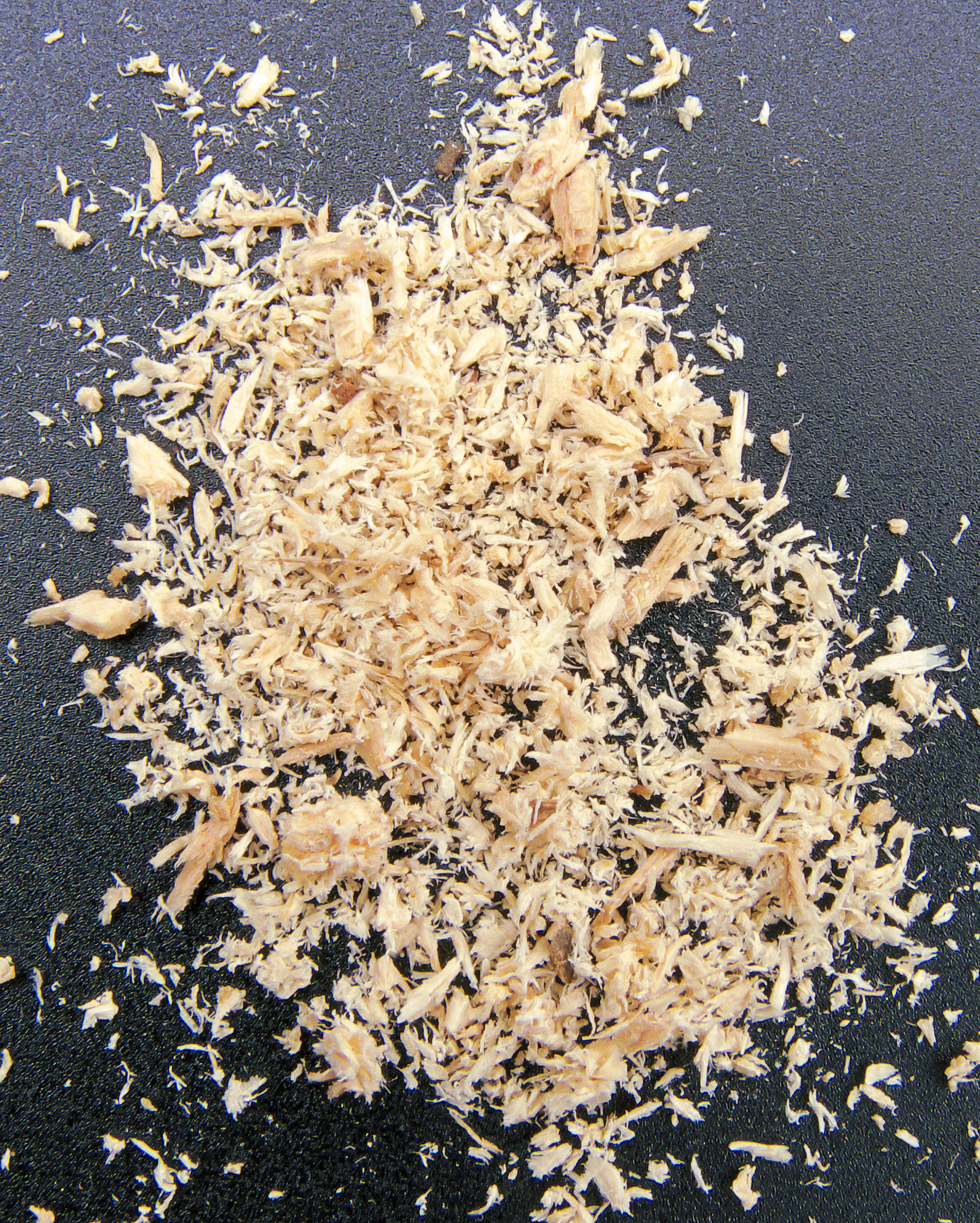
Serradures.

Les  serradures  (o serrina en balear i el serrill en rossellonès) són les restes del procés de serrat de la fusta. Te una consistència d'una farina grossa. No se l'ha de confondre amb els encenalls, el residu fi i enrotllat del treball amb ribot o altres eines de tall.
A aquest material, que en principi és un residu o rebuig de les tasques de tallar la fusta, se li han cercat diferents aplicacions amb el pas del temps. Dins el camp de la fusteria s'usa per a fabricar taulers de fusta aglomerada i de DM. Ja fora del camp de la fusteria ha estat usat durant molt temps en el camp de la higiene per a ser estès per terra per a millorar l'adherència del sòl i facilitar-ne la neteja (per exemple en negocis on pugui ser habitual el vessament de líquids a terra). S'han usat també com a jaç o llit per a animals, bé en brut o bé després del seu processament, podent ser aglutinat o premsat. Se'n pot servir per fabricar pellets com a combustible per a calderes de biomassa.

## Riscs
La pols de fusta pot ser tòxic, per certs components naturals (resines, alcohols, tanins, flavonoides, entre d'altres) o pels productes aplicats per al tractament o la conservació (coles, dissolvents, tints, pintures, insecticides o fungicides…). S'ha d'organitzar la protecció dels treballadors per tal de restringir els riscs. L'efecte es produeix sobretot per la respiració regular de partícules fines (< 50 micres) i molt fines (< 5 micres) que poden penetrar als pulmons i als alvèols pulmonars. A curt termini, poden provocar irritacions o al·lèrgies de l'aparell respiratori, com ara rinitis o asma, i també inflamacions oculars, com ara conjuntivitis. A llarg termini i sense precaució pot causar afeccions cròniques (pneumoconiosi, asma persistent greu i càncer.
Segons el grau d'exposició també pot causar reaccions dermatològiques a les parts del cos més exposades. La durada de l'exposició i la concentració són dos factors més que determinen la toxicitat. La norma actual (2019) accepta un màxim de 5 mg de pols per metre cúbic d'aire per a una persona que treballa vuit hores. Segons les necessitats, l'empleador ha de preveure protecció col·lectiva (aspiració i ventilació) i individual (masqueretes, ulleres de seguretat…). També s'ha d'informar i de formar els treballadors per que comprenen l'ús correcte del material de protecció i de l'èquip d'aspiració.